# ART Płakowice
ART Płakowice (ART Płakowice Sp. z o.o.) – przedsiębiorstwo z siedzibą w Lwówku Śląskim (Płakowice), produkujące aparaturę rozdzielczą i sterowniczą energii elektrycznej, wytwarzające m.in. produkty elektroniczne i mechatroniczne, komponenty oraz podzespoły; zajmujące się konfekcjonowaniem kabli, obróbką blach, produkcją urządzeń sterowniczych i szaf sterowniczych wraz z ich montażem. ART Płakowice jest częścią Grupy ART obejmującej przedsiębiorstwa ART w Hockenheimie (od 1955 r.) i ABW w Weingarten (od 1964 r.). Od 2008 r. ART Płakowice współpracuje z rumuńskim partnerem L. C. Electronics SRL w Lugoju. Centrala Grupy ART mieści się w niemieckiej siedzibie ART w Hockenheimie.

## Historia

### Elwro
Siedziba ART Płakowice znajduje się w miejscu dawnego Centrum Komputerowych Systemów Automatyki i Pomiarów „Mera-Elwro” – oddział w Płakowicach (również: Oddział Zamiejscowy Elwro w Płakowicach koło Lwówka Śląskiego, Zakład Elektroniki Użytkowej i Podzespołów w Płakowicach) istniejącego w latach 1968–1993 jako filia Wrocławskich Zakładów Elektronicznych Mera-Elwro zlokalizowanego w ówczesnej wsi Płakowice (obecnie osiedle miasta) koło Lwówka Śląskiego. Stworzony od podstaw zakład, do którego konsekwentnie w kolejnych latach przenoszono produkcję podzespołów RTV z Wrocławia, robiąc tym samym miejsce przy ul. Ostrowskiego we Wrocławiu dla produkcji kalkulatorów elektronicznych. W podlwóweckiej filii wrocławskiej firmy produkowano m.in. kalkulatory Elwro 144, konsole do gier (końcówka lat 70). 5 czerwca 1992 r. został powołany przez dyrektora Zespół do Opracowania Programu Restrukturyzacji Zakładów Elektronicznych Elwro. Postępowanie naprawcze wdrożone w Zakładzie Elektroniki Użytkowej w Płakowicach nie dało rezultatów i 1 sierpnia 1992 r. uruchomiony został proces likwidacji zakładu w Płakowicach.

### ART
W roku 1994 organ zarządzający grupą ART podjął działania zmierzające do utworzenia filii spółki w Europie Środkowej lub Europie Wschodniej. Wykonano 15 analiz lokalizacyjnych, m.in. dla Malty, Portugalii, a także dla Polski. Przedsiębiorstwo ART Płakowice założono w 1995 r. i od tamtej chwili jest ono częścią Grupy ART, której główna siedziba mieści się w niemieckim mieście Hockenheim w Badenii-Wirtembergii. Już po kilku miesiącach, w grudniu 1995 r., zespół w Płakowicach składał się z 40 pracowników. Zakład szybko się rozwijał. Początkowo wystarczała powierzchnia produkcyjna o wielkości 700 m². Oceniając wówczas wielkość terenu wynoszącą ok. 50 000 m² oraz wielkość nadającego się do renowacji budynku dawnej firmy Elwro, było jeszcze wystarczająco dużo możliwości dla ewentualnej rozbudowy zakładu w przyszłości. W płakowickiej filii firmy pierwotnie konfekcjonowano jedynie kable dla niemieckich lokalizacji, lecz z upływem czasu, ART Płakowice, rozwinęła się i stała główną lokalizacją produkcyjną Grupy ART. W 1997 r. do spektrum usług włączono kompleksowe systemy kablowe i powiązaną z nimi technikę probierczą. To rozszerzenie zakresu działalności spowodowało, że w hali A/B zaczęło brakować miejsca. Wyremontowanie „Budynku 24” rozwiązało ten problem. Od marca 1998 działy montażu, cięcia kabli oraz automatyzacji procesu produkcji przewodów i kabli miały do dyspozycji łączną powierzchnię produkcyjną o wymiarach ok. 2.000 m², a zatrudnionych było wówczas 85 pracowników zakładu. Pod koniec 2000 r. liczba zatrudnionych w Płakowicach wynosiła 216 osób, a zakład był największym pracodawcą w regionie. Wyremontowano dalsze części budynku i powiększono użytkową powierzchnię logistyczną. Z końcem 2002 r. zaplanowano budowę nowej hali C. W roku 2003 w Płakowicach wyprodukowano 25-tysięczny układ sterowniczy. Przeniesienie w lutym 2004 r. produkcji seryjnej układów sterowniczych do nowej hali o powierzchni 3.000 m² zapewniło konieczne już odciążenie pozostałych budynków firmy. ART Płakowice liczyły wówczas ok. 6.200 m² powierzchni produkcyjnej i 256 pracowników. W 2004 roku rozpoczęto działania zmierzające do stworzenia własnej linii produkcji obudów. ART Płakowice m.in. otrzymało zlecenie, aby w ramach budowy Wysp Palmowych w Dubaju w Zjednoczonych Emiratach Arabskich zamontować szafy rozdzielcze i zespoły sterownicze. Znajdująca się na pograniczu polsko-niemieckim firma zatrudnia obecnie ponad 300 pracowników i jest jednym z większych pracodawców w regionie.